# Martin Buchan
Martin McLean Buchan (Aberdeen, 6 marzo 1949) è un ex calciatore e allenatore di calcio scozzese, di ruolo difensore.

## Carriera
Nell'estate 1967 con il club scozzese dell'Aberdeen disputò il campionato nordamericano organizzato dalla United Soccer Association: accadde infatti che tale campionato fu disputato da formazioni europee e sudamericane per conto delle franchigie ufficialmente iscritte al campionato, che per ragioni di tempo non avevano potuto allestire le proprie squadre. L'Aberdeen rappresentò i Washington Whips, vincendo la Eastern Division, qualificandosi per la finale. La finale vide i Whips cedere ai Los Angeles Wolves, rappresentati dai Wolverhampton.

## Palmarès

### Club

#### Competizioni nazionali
- Coppa di Scozia: 1

Aberdeen: 1969-1970
- Campionato inglese di seconda divisione: 1

Manchester United: 1974-1975
- Coppa d'Inghilterra: 2

Manchester United: 1976-1977, 1982-1983
- Charity Shield: 1

Manchester United: 1977